# Ma vie sans lui
Pour plus de détails, voir Fiche technique et Distribution.
Ma vie sans lui (Catch and Release) est une comédie romantique écrite et réalisée par Susannah Grant, sortie en 2006.

## Synopsis
Aujourd'hui aurait dû être un jour heureux pour Gray, car c'était la date de son mariage avec Grady. Seulement, il s'est tué pendant l'enterrement de sa vie de garçon. Elle ne peut alors que le pleurer, avec le soutien de ses amis, Fritz, Sam et Dennis, qui ont été aussi les meilleurs amis de Grady. Ils vont alors emménager ensemble, afin de se soutenir plus aisément. Jusqu'au jour où Fritz annonce que leur défunt ami avait un grave secret : il a trompé Gray et de cette union illégitime est né un petit garçon.

## Fiche technique
- Titre : Ma vie sans lui
- Titre original : Catch and Release
- Réalisation et scénario : Susannah Grant
- Production : Jenno Topping (en)
- Distribution :
  - États-Unis : Columbia Pictures
  - France : Gaumont Buena Vista International
  - Canada : Columbia Pictures
- Photographie : John Lindley
- Musique : Brian Transeau
- Montage : Anne V. Coates
- Pays de production : États-Unis
- Durée : 124 minutes
- Format : couleur
- Date de sortie :
  - États-Unis : 20 octobre 2006
  - France : 5 octobre 2007 (DVD)

## Distribution
- Jennifer Garner (VF : Laura Blanc) : Gray
- Timothy Olyphant (VF : Anatole de Bodinat) : Fritz
- Juliette Lewis (VF : Laurence Charpentier) : Maureen
- Kevin Smith (VF : Xavier Fagnon) : Sam
- Sam Jaeger (VF : Pierre Tessier) : Dennis
- Sonja Bennett : Le traiteur
- Yorgo Constantine (en) : L'ouvrier
- Georgia Craig : Persephone
- Darren Daurie : L'ambulancier
- Joshua Friesen : Mattie
- Nicole Leroux : Rona
- Michael Karl Richards : Grady
- Fiona Shaw : Mrs. Douglas
- Kyla Wise : Une amie

## Autour du film
Le tournage de ce film a été réalisé en décembre 2005 à Vancouver, en Colombie britannique (Canada), et dans la ville de Boulder, dans le Colorado.